# Gediminiden
De Gediminiden (Litouws: Gediminaičiai; Pools: Giedyminowicze; Wit-Russisch: Гедзімінавічы; Oekraïens: Гедиміновичі; Russisch: Гедиминовичи) waren een dynastie van heersers in het grootvorstendom Litouwen, die regeerde van de 14e tot de 16e eeuw. Ze stamden af van grootvorst Gediminas (1275–1341), die Litouwen uitbouwde tot een grootmacht.
Een tak van deze dynastie, die bekend staat als de Jagiëllonen, heerste ook over het koninkrijk Polen, het koninkrijk Hongarije en het koninkrijk Bohemen. Verschillende andere takken namen vooraanstaande posities in onder de adellijke families van Rusland en Polen, en dit tot in de moderne tijd.

## Oorsprong
Over de afkomst van Gediminas zelf bestaat nog discussie. Sommige bronnen beweren dat hij de stalknecht van Vytenis was of dat hij van boeren afstamde. Anderen noemen hem de zoon of kleinzoon van een zekere Skalmantas, het stamhoofd van de Sudoviërs. Echter, de meeste onderzoekers zijn het erover eens dat Gediminas een broer van Vytenis was. De afstamming van Vytenis is op haar beurt onduidelijk: verschillende valse stambomen die vanaf de 16e eeuw verschijnen, hebben elk een eigen verklaring. Volgens het laatste Poolse onderzoek is een verdere genealogie dan ook niet te achterhalen.

## Gediminidische heersers van Litouwen
- 1292-1296: Butvydas
- 1296-1315: Vytenis (zoon van Butvydas)
- 1316-1341: Gediminas (waarschijnlijk een broer van Vytenis)
- 1341-1345: Jaunutis (zoon van Algirdas)
- 1345-1377: Algirdas (zoon van Gediminas)
- 1381-1382: Kęstutis (zoon van Algirdas of broer van Gediminas)
- 1377-1401: Jogaila (zoon van Algirdas)
- 1401-1430: Vytautas de Grote (zoon van Kęstutis)
- 1430-1432: Švitrigaila (zoon van Algirdas)
- 1432-1440: Žygimantas Kęstutaitis (zoon van Kęstutis)
- 1440-1492: Kazimieras Jogailaitis (zoon van Vladislovas)
- 1492-1505: Aleksandras (zoon van Kazimieras)
- 1506-1548: Žygimantas de Oude (broer van Aleksandras)
- 1522-1572: Žygimantas Augustas (zoon van Žygimantas de Oude)

## Takken van de dynastie

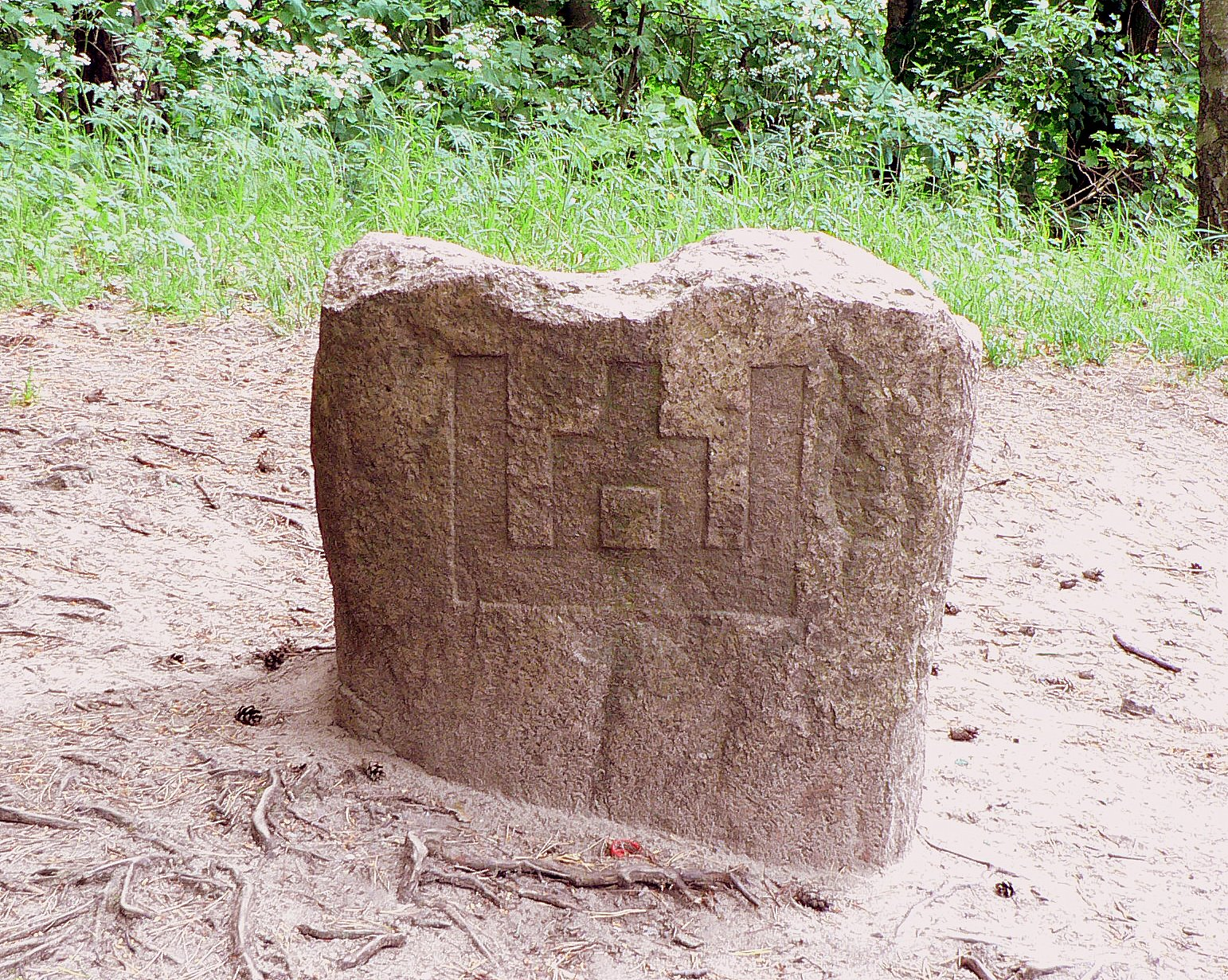
Het symbool van de Gediminiden op de Rambynasheuvel, in Litouwen

De oosters-orthodoxe takken van de familie spraken grotendeels Roetheens, wat naast het Pools een van de twee belangrijkste talen van hun grootvorstendom was. Sommige van deze families (bijv. Czartoryski) bekeerden zich later tot het rooms-katholicisme en werden volledig verpoolst. De meeste Gediminidische families in Polen (zoals Olelkowicz-Słucki, Wiśniowiecki of Zbaraski) zijn uitgestorven, maar sommige takken leven nog verder: Korecki, Chowanski, Czartoryski, Sanguszko en Koriatowicz-Kurcewicz.
Andere afstammelingen van de Gediminiden verhuisden naar Moskovië en werden grondig verrussischt. Bij de Russische takken van de Gediminiden horen onder meer de families Boelgako, Golitsyn, Koerakin, Chovanski, Troebetskoj, Mstislavski, Belski en Volynski.